# Барсбек
Барсбек (нім. Barsbek) — громада в Німеччині, розташована в землі Шлезвіг-Гольштейн. Входить до складу району Плен. Складова частина об'єднання громад Пробстай.
Площа — 8,73 км2. Населення становить 553 ос. (станом на 31 грудня 2020).